# Салинас (Уругвай)
Салинас (исп. Salinas) — город на юге Уругвая в департаменте Канелонес.

## География
Салинас расположен на 39-м км межкурортного шоссе (исп. Ruta Interbalnearia), при его пересечении с автомобильной дорогой № 87. Граничит с курортами Пинамар — Пинепарк (на западе) и Мариндиа (на востоке).

## История
1 июля 1982 года Салинас получил статус города (Ciudad).

## Население
Население по данным на 2011 год составляет 8 626 человек.
| Год  | Население |
| ---- | --------- |
| 1963 | 931       |
| 1975 | 1 866     |
| 1985 | 2 523     |
| 1996 | 5 279     |
| 2004 | 6 574     |
| 2011 | 8 626     |

Источник: Instituto Nacional de Estadística de Uruguay